# Yū Koshikawa
Yū Koshikawa (越川 優, Koshikawa Yū) est un joueur japonais de volley-ball né le 30 juin 1984 à Kanazawa (préfecture d'Ishikawa). Il mesure 1,90 m et joue réceptionneur-attaquant. Il totalise 109 sélections en équipe du Japon.

## Clubs
| Club             | Pays   | De        | À         |
| ---------------- | ------ | --------- | --------- |
| Suntory Sunbirds | Japon  | 2004-2005 | 2008-2009 |
| Pallavolo Padova | Italie | 2009-2010 | …         |

## Palmarès
- Championnat du Japon (1)
  - Vainqueur : 2004, 2007
  - Finaliste : 2006